# Oophaga granulifera
Oophaga granulifera är en groddjursart som först beskrevs av Taylor 1958.  Oophaga granulifera ingår i släktet Oophaga och familjen pilgiftsgrodor. IUCN kategoriserar arten globalt som sårbar. Inga underarter finns listade i Catalogue of Life.